# 清輝楼 (京都市)

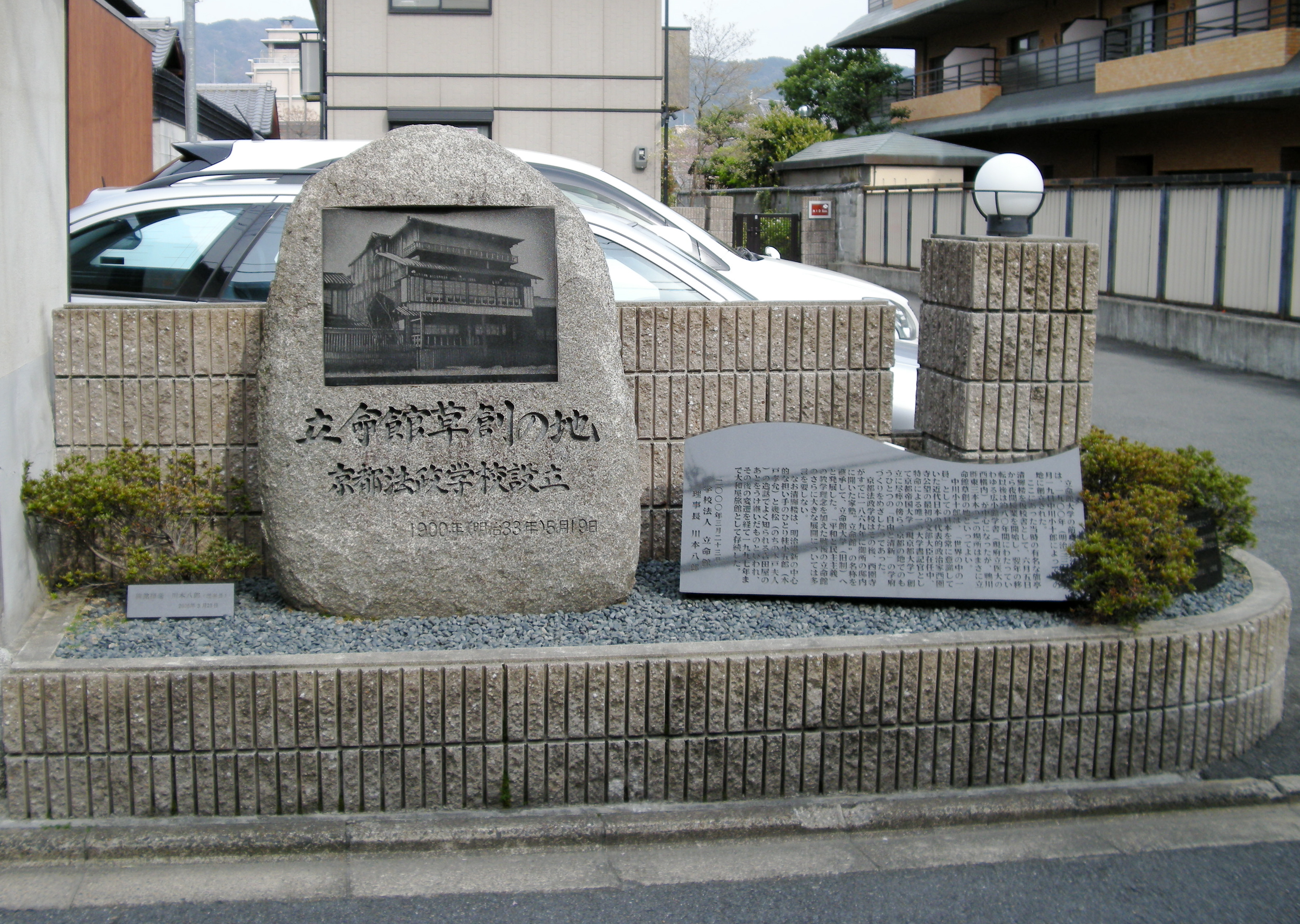
「立命館大学 草創の地」

清輝楼（せいきろう）は、京都府京都市三本木通にあった料亭。

## 歴史
清輝楼は、江戸時代末期（幕末）に薩摩藩の西郷隆盛が禁門の変の直前に、いわゆる「血涙会議」と呼ばれる大演説を行い、諸藩に長州藩討伐を訴えた場所としても知られている。
1900年（明治33年）に中川小十郎によって設立された京都法政学校（現在の立命館大学）が、京都帝国大学（現在の京都大学）の教授陣を講師として迎え、清輝楼の二階を間借りして授業を行っていた。1901年（明治34年）、広小路校地（上京区広小路通河原町（中御霊町410番地））に移転するまで、ここで300名を超える学生が法律や政治を学んだ。
後には料亭の大和屋（やまとや）と名を替えて営業を続け、1997年（平成9年）に閉店。現在その跡地には「立命館草創の地」と銘打った記念碑が置かれている。